# Pauridiantha symplocoides
Pauridiantha symplocoides är en måreväxtart som först beskrevs av Spencer Le Marchant Moore, och fick sitt nu gällande namn av Cornelis Eliza Bertus Bremekamp. Pauridiantha symplocoides ingår i släktet Pauridiantha och familjen måreväxter. Inga underarter finns listade i Catalogue of Life.